# Onthophagus amoenus
Onthophagus amoenus là một loài bọ cánh cứng trong họ Bọ hung (Scarabaeidae).